# Callithea boya
Callithea boya är en fjärilsart som beskrevs av Johannes Karl Max Röber. Callithea boya ingår i släktet Callithea och familjen praktfjärilar. Inga underarter finns listade i Catalogue of Life.